# Дончо Цончев
Дончо Стефанов Цончев е български писател, известен с реалистичната си проза. Депутат в XL народно събрание (2005-2009).

## Биография
Роден е на 27 юли 1933 г. в Левски. Завършва гимназия през 1951 г. и специалност „Геохимия“ в Софийския университет през 1959 г.
Работи като зидар, геолог в Родопите и Странджа (1959-1963), учител в София (1963-1966), геолог в Министерството на горите.
После е завеждащ редакция в издателство „Народна младеж“ (1968-1970), заместник главен редактор на издателство „Профиздат“ (1970-1973), завеждащ отдел „Българска литература“ (1973-1989) в сп. „Съвременник“. Той е директор на сп. „Лов и риболов“ от 1989 г., основател и директор на в-к „Наслука“ от 1991 г.
Дончо Цончев е женен за Снежана Капитанска, имат син Стефан, дъщеря Ангелина и петима внуци. Живее в София и Нови хан.
Дончо Цончев е републикански шампион по бокс за 1951 и 1952 г. и републикански шампион по автомобилизъм за 1964, 1965 и 1966 г.
През 2004 г. е награден с орден „Стара планина“ I степен за големите му заслуги към българската литература и по случай неговата 70-годишнина. На 14 декември 2007 г. е отличен с Голямата награда за литература на Софийския университет.
Гробът му се намира в парцел 1 на Централните софийски гробища.

## Творчество
Публикува в периодиката от 1956 г. Пише за природата и света на животните, както и детско-юношеска проза. Автор на разкази, новели, повести, драми, издадени в 60 книги. Сценарист е на 4 игрални филма, написал е 5 театрални пиеси. Творбите му са преведени на 28 езика.

## Произведения

### Разкази
- 1956 г. – „Боровинки“
- 1966 г. – „Мъже без вратовръзки“
- 1971 г. – „Опасни типове“
- 1976 г. – „Принцовете“
- 1982-1986 – трилогия „Жълтата къща“
- 1983 г. – „Това и онова
- 1983 г. – „Нямаше как“
- 1983 г. – „Хадайет“
- 1983 г. – „Хубав мъж“
- 1983 г. – „Април в лозята“
- 1983 г. – „Цветелина“
- 1983 г. – „Водни ски“
- 1983 г. – „Помощ“
- 1983 г. – „Елипсата“
- 1983 г. – „Я живей като другите“
- 1983 г. – „Редене на тухли“
- 1983 г. – „Конкретната реалност около теб“
- 1983 г. – „Кавалерите“
- 1983 г. – „Имитация“
- 1983 г. – „Конфликтна личност“
- 1983 г. – „Кутийката“
- 1983 г. – „Жътва за снимка“
- 1983 г. – „Ръката“
- 1983 г. – „Празник без подарък“
- 1983 г. – „Добър човек“
- 1983 г. – „Рицарят на простите неща“
- 1983 г. – „За кучетата и за човеците“
- 1983 г. – „Ред“
- 1983 г. – „Обрешко“
- 1983 г. – „Акробационе“
- 1983 г. – „Чорапите“
- 1983 г. – „Катедралата“
- 1983 г. – „Блатото“
- 1983 г. – „Бунар“
- ???? г. – „Прогноза“
- ???? г. – „Аз съм тук“
- 1987 г. – „Бялото куче“
- ???? г. – Жътва“
- 1987 г. – „Затворен цикъл“
- 1987 г. – „Къде се намира Швейцария?“
- 1987 г. – „Лимон“
- 1987 г. – „Лятно време“
- 1987 г. – „Маймунизация“
- 1987 г. – „Мара Пайрън“
- ???? г. – „Мартеница“
- ???? г. – „Мекото“
- 1987 г. – „Минчовци“
- 1987 г. – „Наш човек“
- ???? г. – „Негодни за рая „
- ???? г. – „Петелът“
- 1987 г. – „Пирон“
- 1987 г. – „Произшествие на шосето Лондон-Калкута“
- 1987 г. – „Протокол за един ловен излет“
- 1987 г. – „Протокол за една голяма печалба“
- 1987 г. – „Протокол за една пикантна случка“
- 1987 г. – „Протокол за женското приятелство“
- 1987 г. – „Протокол за истинското приятелство“
- 1987 г. – „Протокол за класиците“
- 1987 г. – „Протокол за колегиалността“
- 1987 г. – „Протокол за младите таланти“
- 1987 г. – „Протокол за поетичния начин на живот“
- 1987 г. – „Протокол за роднините“
- 1987 г. – „Протокол за семейното щастие“
- 1987 г. – „Протокол на една командировка“
- 1987 г. – „Протокол на една морска история“
- 1987 г. – „Протокол на едно дежурство“
- 1987 г. – „Романтика“
- 1987 г. – „След събитията“
- 1987 г. – „Тандърлили“
- 1987 г. – „Трън“
- 1987 г. – „Четири хубавици в гората“
- 1987 г. – „Фантастът“
- 1987 г. – „Шалчето“
- ???? г. – „Шаро“
- 1991 г. – „Циганинът“
- 1992 г. – „Ние, децата на голямата лъжа“
- 2003 г. – „Старият кладенец“

### Издания
На български език
- 1966 г. – „Мъже без вратовръзки“
- 1970 г. – „Роман на колелета“
- 1970 г. – „Червени слонове“ (роман)
- 1970 г. – „Лесни момчета“ (роман)
- 1970 г. – „Да си мъж – не е невъзможно“ (роман)
- 1971 г. – „Опасни типове“
- 1972 г. – „Почти любовна история“ (роман)
- 1974 г. – „Роман на колелета“
- 1976 г. – „Принцовете“
- 1982-1986 – трилогия „Жълтата къща“
- 1983 г. – „Празник без подарък“ (сборник)
- 1987 г. – „Протоколи и измислици“ (сборник)
- 1989 г. – „Дневникът на един геолог“ (сборник)
- 1991 г. – „Принцовете“
- 1991 г. – „Циганинът“
- 1992 г. – „Ние, децата на голямата лъжа“
- 2002 г. – „Перата на индианците“ (сборник) – издателство „Захарий Стоянов“
- 2003 г. – „Старият кладенец“, издателство „Еа“
- 2005 г. – „Синорът на живите“ (сборник), Издателска къща „Труд“
- 2006 г. – трилогия „Жълтата къща“
- 2007 г. – „Червени слонове“ (сборник) – издателство „Захарий Стоянов“

На руски език
- 1987 г. – „Прогноз“ – сп. „Дружба“, № 3 – 4

В сборници
- 1981 г. – „Перпендикулярно време“ – антология (Издателство „Георги Бакалов“, Варна, номер 26 от поредицата „Библиотека Галактика“.
  - „Фантастът“ – разказ.